# Козіха (Новосибірська область)
Козіха (рос. Козиха) — село у Ординському районі Новосибірської області Російської Федерації.
Входить до складу муніципального утворення Козіхінська сільрада. Населення становить 960 осіб (2010).

## Історія
Згідно із законом від 2 червня 2004 року органом місцевого самоврядування є Козіхінська сільрада.

## Населення
| 2002 | 2007  | 2010 |
| ---- | ----- | ---- |
| 807  | ↗1000 | ↘960 |